# 운일암반일암

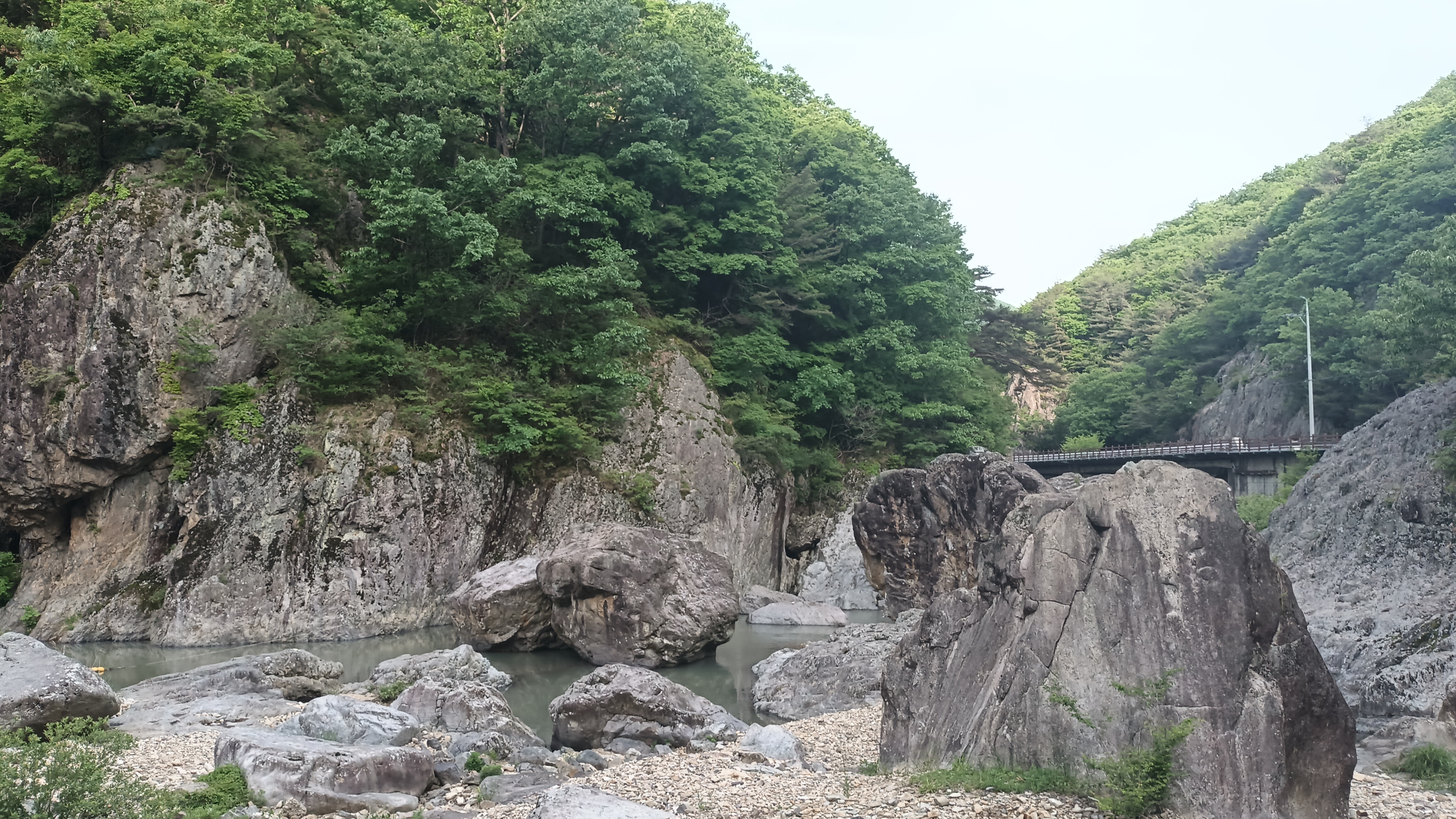
운일암과 반일암

운일암·반일암(Unilam-Banilam)은 전라북도 진안군 주천면 대불리의 관광지이며 진안무주 국가지질공원의 지질명소이다. 

## 개요
운일암반일암은 진안군 주천면 대불리의 계곡에 발달하는 기암괴석으로 진안군의 대표적인 여름철 관광지로 손 꼽히는 곳이다. 운일암반일암은 구름만이 오갈 수 있으며 햇빛을 볼 수 있는 시간이 반나절 밖에 되지 않는다 하여 붙여진 이름이다.  계곡 곳곳에 과거 화산 활동의 흔적인 주상절리와 기공 구조 등의 지질구조가 있다.

### 지질
이 지역의 암석은 중생대 백악기의 화산 활동에 의해 형성된 산성 화산암으로 용담 지질도폭(1973)에 의하면 이 화산암은 유문암질석영안산암, 석영안산암, 석영반암, 화강반암, 규장암 및 유문암 등으로 구성되며 유동 구조를 보인다.

### 찾아가는 길
운일암반일암 삼거광장(도로명주소: 진안군 주천면 동상주천로 1709)에 넓은 주차장이 있으며 이곳에 진안무주 국가지질공원 표지판이 있다. 국지도 제55호선 대불 삼거리에서 명일암교까지 3 km 구간은 운일암반일암 계곡을 따라가며 각종 기암괴석과 절벽을 감상할 수 있다. 

### 사진
운일암반일암
- 진안무주 국가지질공원 안내판
- 국지도 제55호선과 운일암반일암 구름다리

## 같이 보기
- 진안무주 국가지질공원
- 무주군의 지질
- 진안군의 지질
- 국지도 제55호선